# Шарипов, Сайфулло
Сайфулло Шарипов (узб. Sayfullo Sharipov; 9 апреля, 1976 года; Самарканд, Узбекская ССР, СССР) — узбекистанский футболист и тренер.

## Карьера

### В качестве футболиста
Является воспитанником самаркандского «Динамо». Сайфулло Шарипов начал свою профессиональную карьеру в 1997 году в составе ташкентского «МХСК». В дебютном для себя сезоне, Шарипов стал чемпионом Узбекистана в составе «МХСК». Во второй половине того сезона он в качестве аренды перешёл в «Янгиер» и за пол сезона сыграл в 12 матчах и забил 1 гол. В начале 1998 года «Янгиер» полностью купил игрока и Шарипов выступал последующие два сезона за «Янгиер». В 2000 году он перешёл в «Гулистан» и за один сезон сыграл в 27 матчах и забил 1 гол. В следующем году, один сезон выступал за навоийский «Зарафшан», за которого сыграл 32 матча. В сезоне 2002 года выступал за мубарекский «Машъал».
В 2003 году он вернулся в самаркандское «Динамо» и выступал за него два сезона. В сезоне 2005 года по пол сезона провёл в бекабадском «Металлурге» и джизакской «Согдиане». В 2006 году закончил свою профессиональную карьеру в качестве футболиста в родном ему самаркандском «Динамо».

### В качестве тренера
В 2012 году Сайфулло Шарипов был назначен главным тренером воссозданного клуба «Шердор» из Самарканда. В том году под его руководством команда впервые участвовала во второй лиге чемпионата Узбекистана и заняв первое место в своей группе, выиграла путёвку в первую лигу чемпионата Узбекистана. После выхода в первую лигу, Сайфулло Шарипов продолжил возглавлять «Шердор» до конца 2014 года. Затем работал в тренерском штабе самаркандского «Динамо».

## Достижения
- Чемпион Узбекистана: 1997